# Juan V de Oldemburgo
El conde Juan V de Oldemburgo y Delmenhorst (también contado como Juan XIV, incluyendo también a parientes homónimos no gobernantes; 1460, Oldemburgo-10 de febrero de 1526, Oldemburgo) fue un miembro de la Casa de Oldemburgo. Fue el conde reinante de Oldemburgo entre 1500 y 1526. Sus padres fueron el Conde Gerardo VI de Oldemburgo y Adelaida de Tecklenburg.

## Biografía
Después de la renuncia de su padre, Juan V prevaleció sobre sus hermanos y se convirtió en conde de Oldemburgo. En su esfuerzo por convertirse en el conde reinante Juan V invadió las marismas del Weser y el mar del Norte de Stadland y Butjadingen con mercenarios en abril de 1499, sobre los que el príncipe arzobispo de Bremen reclamó su señorío, para someter a sus campesinos libres. Juan contrató partes de la Guardia Negra, tropas de mercenarios libres, comandados por Ulrich von Dornum, quienes derrotaron a los campesinos libres en dos batallas. Ya en noviembre Magnus de Sajonia-Lauenburgo, entonces regente del Territorio de Hadeln, contrató a la Guardia Negra, demasiado costosa para Juan, con el propósito de conquistar el Territorio de Wursten.
Este fue el comienzo de una serie de campañas para someter a los campesinos libres en el mar del Norte y las marismas fluviales al feudalismo, esto es el territorio de Altes, Ditmarsh, Territorio de Hadeln, Haseldorfer Marsch, Kehdingen, y Wilstermarsch, también conocidos como las marismas del Elba, Butjadingen y Stadland (actualmente marisma del Weser), así como Stedingen, el territorio de Würden, y el territorio de Wursten. El príncipe arzobispo de Bremen Johann Rode intentó entonces formar una alianza para repeler a Juan y prevenir invasiones futuras, temiendo por el territorio de Wursten, ganándose primero las ciudades de Bremen, Hamburgo y Stade, que consideraban las áreas aguas abajo de los ríos Elba y Weser su propio patio existencial para sus conexiones marítimas de comercio libre. Los campesinos libres en Stadland y Butjadingen se liberaron del yugo oldemburgués en abril de 1500, apoyados por Frisia Oriental.
Juan V pudo mantener as su oponente externo, el conde Edzard I de Frisia Oriental, bajo control mediante alianzas. Durante la disputa sajona, él y los Duques unidos de Brunswick-Luneburgo atacaron a Edzard en enero de 1514. Fue entonces capaz de conquistar Butjadingen y Stadland y partes del Wehde frisio. Intentó mantener la región de Stadland con Esenshamm y Abbehausen como propiedad alodial. Sin embargo, en 1517, tuvo que aceptarlas como feudo del duque Enrique V de Brunswick-Luneburgo. Inicialmente, los duques de Brunswick ocuparon Butjadingen. No obstante, después de un alzamiento campesino fracasado en 1515, gradualmente transfirieron la propiedad a Juan V, y para 1524, Butjadingen era definitivamente propiedad de los Oldemburgo.
Juan V murió en 1526. Después de su muerte, sus hijos Juan VI, Cristóbal, Jorge y Antonio I gobernaron conjuntamente.

## Descendencia
Contrajo matrimonio con Ana de Anhalt-Zerbst, hija del Príncipe Jorge I de Anhalt-Dessau. Sus hijos fueron:
- Juan VI de Oldemburgo
- Ana de Oldemburgo
- Georg de Oldemburgo
- Cristóbal de Oldemburgo
- Antonio I de Oldemburgo
- Mauricio de Oldemburgo[4][5]
- Margarita de Oldemburgo[6][7]